# Teorie sul plusvalore
Teorie sul plusvalore (in tedesco Theorien über den Mehrwert) è un manoscritto di Karl Marx sulla teoria del plusvalore scritto nel 1862. Furono pubblicati postumi negli anni dal 1905 al 1910 in una trilogia con un totale di 24 capitoli.

## Teorie sul plusvalore di Karl Kautsky
In le "Teorie sul plusvalore" di Karl Kautsky furono pubblicate per la prima volta dall'eredità di Marx.
Per quanto meritoria possa essere stata questa prima pubblicazione, non soddisfa i requisiti di un'edizione accademica. Ciò era tanto più serio in quanto la base di Marx è una versione grezza inedita, spesso senza testo scorrevole e con molti riferimenti per un'elaborazione successiva. Inoltre, l'autore cambia costantemente fra tre lingue. Ci sono quindi molti passaggi poco chiari che consentono diverse interpretazioni possibili. Kautsky, invece, ha pubblicato le “sue” teorie sul plusvalore come opera parallela al "Il Capitale", cercando di smussare il testo senza tener conto dell'originale e senza nemmeno pretendere di vedere un ordine o una struttura nel suo insieme. In tal modo, ha ignorato il sommario annotato sulle copertine dei taccuini di Marx e ha introdotto lui stesso una sequenza arbitraria, che ha rotto i collegamenti ricostruibili.

## Contenuto
In le "Teorie del plusvalore", Marx presenta una lettura critica della storia delle teorie economiche dal XVII secolo alla metà del XIX secolo. Molto spazio viene dato ad Adam Smith e David Ricardo, ma viene trattato anche un gran numero di altri economisti. Certi temi sono toccati più profondamente in "Teorie del plusvalore" che in qualsiasi altro testo di Marx, ad esempio la distinzione tra lavoro produttivo e lavoro improduttivo.

## Il Capitale
Il manoscritto pubblicato nel 1910 viene anche chiamato "Il Capitale v. IV". A causa della storia dell'origine dei manoscritti, un gruppo di autori tedeschi ha dubitato che questa designazione possa essere applicata correttamente. Non è stato dimostrato che il manoscritto incompiuto corrisponda pienamente alla concezione dell'autore del quarto volume, che doveva fornire una storia dell'economia politica.

## Ricezione
Per il suo contributo allo schema dell'economia sociale, le "Epoche del dogma e la storia del metodo" (1914), Joseph Schumpeter, oltre alla storia e alla critica delle teorie dell'interesse sul capitale di Eugen von Böhm-Bawerk, utilizzò principalmente l'edizione di Kautsky di le "Teorie sul plusvalore".